# Blood Red Roses
Blood Red Roses è il trentunesimo in studio di Rod Stewart, pubblicato nel 2018 dalla Republic Records.
Il titolo del disco è stato svelato il 26 giugno 2018, in occasione della tappa all'Hollywood Bowl di Los Angeles del tour statunitense di Rod Stewart con Cindy Lauper. Qualche settimana più tardi, il 19 luglio, l'artista ha fornito ulteriori informazioni ed ha annunciato che la data di uscita del suo ultimo progetto sarebbe stato il 28 settembre dello stesso anno. Accanto all'annuncio, dato tramite il suo sito ufficiale ed i social media, è altresì presente un commento personale da parte di Stewart: "Penso sempre di creare album per pochi amici e questo disco ha proprio quell'intimità. La sincerità e l'onestà sono di grande aiuto nella vita, e la stessa cosa vale quando si scrive una canzone".
L'album è stato il nono dell'artista a raggiungere la prima posizione nella classifica settimanale dei dischi più venduti in Regno Unito.

## Tracce
1. Look In Her Eyes – 4:12
2. Hole In My Heart – 3:27
3. Farewell – 4:16
4. Didn’t I – 4:01
5. Blood Red Roses – 3:41
6. Grace – 4:52
7. Give Me Love – 4:08
8. Rest Of My Life – 3:28
9. Rollin’ & Tumblin’ – 3:37
10. Julia – 3:35
11. Honey Gold – 4:44
12. Vegas Shuffle – 3:47
13. Cold Old London – 3:41

Deluxe bonus tracks
1. Who Designed The Snowflake – 3:07
2. It Was A Very Good Year – 5:06
3. I Don’t Want To Get Married – 3:12